# 孟贻邺
孟贻邺（10世纪—10世纪），或作孟贻业，五代十国时期后蜀高祖孟知祥第四子。庶出，母不详，生年不详，仅知其弟孟仁赞生于天祐十六年（919年）。

## 生平
后唐长兴三年（932年）时，后蜀尚未建立，孟知祥为名义归顺后唐、实际独立的后唐西川节度使，孟贻邺为左右牢城都指挥使、金紫光禄大夫、检校尚书右仆射、兼御史大夫、上柱国。
后蜀建立后，明德元年（934年），孟知祥病重，立第五子东川节度使孟仁赞为皇太子，死后，孟仁赞继位，改名孟昶。史书没有记载孟知祥为何没有立更为年长的孟贻邺为继承人。孟贻邺后来受封为燕王。南宋诗人陆游曾赞“蜀燕王宫海棠之盛，为成都第一”。
约广政十九年（956年），孟贻邺被任为武信军节度使。时值后周攻打后蜀治下的秦州、凤州，孟贻邺屯平利县以救援褒州、源州。二十一年（958年）十二月，孟昶以右卫圣步军都指使赵崇韬为北面招讨使，时任奉銮肃卫都指挥使、武信军节度使兼中书令的孟贻邺为昭武、文州都招讨使，左卫圣马军都指挥使赵思进为东面招讨使，山南西道节度使韩保贞为北面都招讨使，率兵六万，分别屯于要害，以备周入侵。
此后没有孟贻邺的记载。二十二年（959年）八月，李昊被任为武信军节度使，未详孟贻邺因何去职。
子孟德崇，官至宗正少卿。